# Aizawl FC
Aizawl Football Club é um clube de futebol indiano sediado em Aizawl.

## Títulos
- I-League: 2016–17
- Copa da Federação: 2016
- I-League – Segunda Divisão: 2015
- Liga de Mizoram: 2 (2015 e 2016)